# Лестер Море
Лестер Море Еннінгом (ісп. Lester Moré Henninghom; нар. 15 липня 1977 , Сьєго-де-Авіла, Куба) — колишній кубинський футболіст, який виступав на позиції нападника. Найкращий бомбардир в історії збірної Куби з 29 голами.

## Біографія
Море більше десяти років, з 1996 по 2007, виступав за клуб з рідного міста Сьєго-де-Авіла. З ним він двічі перемагав в чемпіонаті Куби: у сезоні 2001/02, зробивши вирішальний внесок — ставши автором єдиного гола в двоматчевому фіналі проти клубу «Гранма», і в скороченому сезоні 2003, в якому став кращим бомбардиром з 32 м'ячами.
За збірну Куби Море виступав з 1996 по 2007 роки. Він був у складі національної збірної на Золотих кубках КОНКАКАФ 1998, 2003, 2005 і 2007 років. Також між 1996 і 2004 роками Море взяв участь у 17 матчах відбору до чемпіонату світу. 10 червня 2007 року перед матчем Золотого кубка КОНКАКАФ зі збірною Панами в Іст-Рутерфорді Море залишив розташування кубинської збірної і попросив політичного притулку в США.
Залишившись в США, через кілька тижнів після втечі Море разом з іншим втікачем гравцем збірної Куби Освальдо Алонсо проходив перегляд у клубі MLS «Чівас США», однак домогтися контракту не зміг.
У 2008 році Морі виступав професійний клуб другого дивізіону «Чарлстон Беттері». Сезон 2009 він провів у чемпіонаті Пуерто-Рико, виступаючи за місцевий «Рівер Плейт». У 2010 році він повернувся в Сполучені Штати, і провів один матч за аматорський клуб четвертого дивізіону «Лос-Анджелес Азул Леджендс».

## Список голів за збірну Куби
| №  | Дата              | Місце                                               | Суперник                 | Голи | Рахунок | Турнір                                      |
| -- | ----------------- | --------------------------------------------------- | ------------------------ | ---- | ------- | ------------------------------------------- |
| 1  | 14 травня 1996    | «Труман Бодден», Джорджтаун, Кайманові Острови      | Кайманові Острови        | 5:0  | 5:0     | Кваліфікація на ЧС-1998                     |
| 2  | 10 червня 1996    | «Хейслі Кроуфорд», Порт-оф-Спейн, Тринідад і Тобаго | Гаїті                    | 6:0  | 6:1     | Кваліфікація на ЧС-1998                     |
| 3  | 7 травня 2000     | «Педро Марреро», Гавана, Куба                       | Барбадос                 | 1:1  | 1:1     | Кваліфікація на ЧС-2002                     |
| 4  | 21 травня 2000    | Національний стадіон, Бриджтаун, Барбадос           | Барбадос                 | 1:0  | 1:1     | Кваліфікація на ЧС-2002                     |
| 5  | 27 листопада 2002 | «Труман Бодден», Джорджтаун, Кайманові Острови      | Кайманові Острови        | 2:0  | 5:0     | Кваліфікація на Золотий кубок КОНКАКАФ 2003 |
| 6  | 27 листопада 2002 | «Труман Бодден», Джорджтаун, Кайманові Острови      | Кайманові Острови        | 3:0  | 5:0     | Кваліфікація на Золотий кубок КОНКАКАФ 2003 |
| 7  | 29 листопада 2002 | «Труман Бодден», Джорджтаун, Кайманові Острови      | Мартиніка                | 1:0  | 2:1     | Кваліфікація на Золотий кубок КОНКАКАФ 2003 |
| 8  | 28 березня 2003   | «Марвін Лі», Тунапуна, Тринідад і Тобаго            | Антигуа і Барбуда        | 1:0  | 2:0     | Кваліфікація на Золотий кубок КОНКАКАФ 2003 |
| 9  | 28 березня 2003   | «Марвін Лі», Тунапуна, Тринідад і Тобаго            | Антигуа і Барбуда        | 2:0  | 2:0     | Кваліфікація на Золотий кубок КОНКАКАФ 2003 |
| 10 | 30 березня 2003   | «Менні Рамджон», Марабелла, Тринідад і Тобаго       | Тринідад і Тобаго        | 2:1  | 3:1     | Кваліфікація на Золотий кубок КОНКАКАФ 2003 |
| 11 | 14 липня 2003     | «Жилетт Стедіум», Фоксборо, США                     | Канада                   | 1:0  | 2:0     | Золотий кубок КОНКАКАФ 2003                 |
| 12 | 14 липня 2003     | «Жилетт Стедіум», Фоксборо, США                     | Канада                   | 2:0  | 2:0     | Золотий кубок КОНКАКАФ 2003                 |
| –  | 19 січня 2004     | «Педро Марреро», Гавана, Куба                       | Тринідад і Тобаго (ол.)  | 1:0  | 1:0     | Товариський матч                            |
| 13 | 22 лютого 2004    | «Труман Бодден», Джорджтаун, Кайманові Острови      | Кайманові Острови        | 1:0  | 2:1     | Кваліфікація на ЧС-2006                     |
| 14 | 16 березня 2004   | «Педро Марреро», Гавана, Куба                       | Панама                   | 1:1  | 1:1     | Товариський матч                            |
| 15 | 18 березня 2004   | «Педро Марреро», Гавана, Куба                       | Панама                   | 3:0  | 3:0     | Товариський матч                            |
| 16 | 27 березня 2004   | «Педро Марреро», Гавана, Куба                       | Кайманові Острови        | 1:0  | 3:0     | Кваліфікація на ЧС-2006                     |
| 17 | 27 березня 2004   | «Педро Марреро», Гавана, Куба                       | Кайманові Острови        | 2:0  | 3:0     | Кваліфікація на ЧС-2006                     |
| 18 | 27 березня 2004   | «Педро Марреро», Гавана, Куба                       | Кайманові Острови        | 3:0  | 3:0     | Кваліфікація на ЧС-2006                     |
| 19 | 12 червня 2004    | «Педро Марреро», Гавана, Куба                       | Коста-Рика               | 1:1  | 2:2     | Кваліфікація на ЧС-2006                     |
| 20 | 12 червня 2004    | «Педро Марреро», Гавана, Куба                       | Коста-Рика               | 2:2  | 2:2     | Кваліфікація на ЧС-2006                     |
| 21 | 21 грудня 2004    | Онер де Дійон, Фор-де-Франс, Мартиніка              | Мартиніка                | 2:0  | 2:0     | Карибський кубок 2005                       |
| 22 | 20 лютого 2005    | Національний стадіон, Бриджтаун, Барбадос           | Барбадос                 | 1:0  | 3:0     | Карибський кубок 2005                       |
| 23 | 20 лютого 2005    | Національний стадіон, Бриджтаун, Барбадос           | Барбадос                 | 2:0  | 3:0     | Карибський кубок 2005                       |
| 24 | 22 лютого 2005    | Національний стадіон, Бриджтаун, Барбадос           | Тринідад і Тобаго        | 1:1  | 2:1     | Карибський кубок 2005                       |
| 25 | 22 лютого 2005    | Національний стадіон, Бриджтаун, Барбадос           | Тринідад і Тобаго        | 2:1  | 2:1     | Карибський кубок 2005                       |
| 26 | 7 липня 2005      | «Квест Філд», Сіетл, США                            | США                      | 1:0  | 1:4     | Золотий кубок КОНКАКАФ 2005                 |
| 27 | 8 листопада 2006  | Онер де Дійон, Фор-де-Франс, Мартиніка              | Гаїті                    | 2:1  | 2:1     | Карибський кубок 2007                       |
| 28 | 16 січня 2007     | «Менні Рамджон», Марабелла, Тринідад і Тобаго       | Сент-Вінсент і Гренадини | 1:0  | 3:0     | Карибський кубок 2007                       |
| 29 | 16 січня 2007     | «Менні Рамджон», Марабелла, Тринідад і Тобаго       | Сент-Вінсент і Гренадини | 2:0  | 3:0     | Карибський кубок 2007                       |

1. 1 2  Мартиніка не входить в ФІФА, але її матчі в рамках КОНКАКАФ вважаються офіційними
2. ↑  Неофіційний матч

## Досягнення
Клубні
 Сьєго-де-Авіла
- Чемпіон Куби (2): 2001/02, 2003